# بول كوبس
بول كوبس (بالدنماركية: Poul Kops)‏ (19 سبتمبر 1915 – 23 فبراير 2000) هو ملاكم دنماركي راحل، مثّل بلاده في الألعاب الأولمبية الصيفية 1936.

## روابط خارجية
بول كوبس على موقع بوكس ريك (الإنجليزية) (registration required)
- بول كوبس على موقع أوليمبيديا (الإنجليزية)